# Jacob Albright
Jacob Albright (Pottstown, 1º maggio 1759 – Kleinfeltersville, 17 maggio 1808) è stato un religioso statunitense.
Figlio di un emigrato tedesco, Herr Johann Albrecht, cambiò presto il suo cognome in Albright.
Inizialmente adepto di Martin Lutero, passò nel 1790 al metodismo, che predicò negli Stati Uniti. Fondò una setta indipendente denominata Evangelical Association. Morì di tubercolosi durante un viaggio a Kleinfeltersville, in Pennsylvania, ove la sua salma fu tumulata ed accanto ad essa eretta una piccola cappella.